# 沓脱タケ子
沓脱 タケ子（くつぬぎ タケこ、1922年7月7日 - 2005年6月10日）は、日本の医師であり政治家である。元日本共産党参議院議員。元姫島病院名誉院長。 

## 生涯
大阪府出身。岸和田高等女学校（現・大阪府立和泉高等学校）を経て、大阪女子高等医学専門学校（現・関西医科大学）卒業。
1950年大阪を襲ったジェーン台風による浸水被害の中、勤務していた開設間もない姫島診療所（民家2階の仮診療所だった）から避難者があふれる姫島小学校で多数の病人・怪我人が出ているとの知らせを受け、地域住民の作った筏で手当てのため小学校に向かう。半パンツ姿で孤立した家には2階から出入りし、夜は小学校に泊まり込み救護活動にあたった。
1973年に参院補選（大阪府選挙区）で自民党候補（森下泰）を破り初当選。その後も大阪府選挙区から1977年、1986年と当選、通算3期務める。議員在職中は乳幼児医療費無料化や、アスベスト問題などに取り組んだ。
2005年、腹部大動脈瘤破裂のため大阪市西淀川区の病院で死去。82歳だった。

## 関連書籍
- 『タケ子』稲光宏子, 2006,新日本出版社(ISBN:ISBN978-4-406-03331-2)

- 『タケ子Ⅱ』稲光宏子, 2010,新日本出版社(ISBN:978-4-406-05340-2)